# Vrteška
Vrteška, ringišpil ili karusel je sprava za zabavnu vožnju, koja se može videti u sklopu putujućih karnevala, na vašarima i u zabavnim parkovima. Sastoji se od pokretne kružne podloge na kojoj se nalaze sedišta za „putnike“ (ljude koji se voze na vrtešci). Sedišta mogu biti u obliku životinja, najčešće konjâ, ali i u obliku raznih prevoznih sredstava, kao što su automobili, motocikli, avioni i svemirski brodovi. Tokom vožnje, iz vrteške se čuje muzika, čija je svrha da „putnike“ dodatno zabavi. Takođe, podloga se može nalaziti na vrhu sprave i u tom slučaju sedišta su u obliku korpi koje uz pomoć lanaca vise sa vrha vrteške. Vrteškom se mogu smatrati sve vrste rotirajućih podloga koje služe za zabavu — na primer, vrteške u parkovima koje pokreću deca.

## Istorija
Najstariji zapisi o vrteškama se vezuju za Vizantiju, Meksiko i Indiju. U 12. veku, Arapski i Turski konjanici su igrali igru u kojoj su na njih bacane glinene loptice ispunjene mirisnom vodom. Oni koje bi loptica pogodila, bili su gubitnici i danima bi širili miris vode koja se nalazila u glinenim lopticama.
Ova igra je, zajedno sa krstašima, stigla u Evropu. U Francusku je stigla krajem 15. veka i tamo je pretvorena u raskošnu konjaničku igru u kojoj je glavni cilj takmičara bio da sa svojih galopirajućih konjâ kopljem uhvate prsten koji je visio između dva stuba. Oko 1680. napravljena je sprava sa beznogim drvenim konjima povezanim sa stubom u sredini. Stub, a samim tim i beznogi konji, je okretan uz pomoć konja, mule ili sluge. Uvidevši da je sprava postala popularna zabava plemstva, a posebno dece i dama, lokalni proizvođači su počeli da proizvode prve vrteške.
Vrteške su se u naredna dva veka proširile Evropom, ali i Amerikom. Zahvaljujući njihovoj popularnosti, počele su da se proizvode vrteške različitih oblika, a uvedeno je i nekoliko noviteta, među kojima su sedišta novih oblika i novi načini njihovog pokretanja. Godine 1870, američki proizvođač nemačkog porekla Gustav Dencel je proizveo prvu vrtešku koja je pokretana energijom parne mašine. Engleski proizvođač Robert Tidman (engl. Robert Tidman) je nekoliko godina kasnije proizveo prvu vrtešku čija su se sedišta kretala gore-dole, oponašajući galop konja.
Početkom 20. veka vrteške su postale središte nedeljnih društvenih događaja. Tražnja za njima i za njihovim unapređenjem je rasla, što je dovelo do pojave brojnih novih proizvođača vrteški. Takođe, vrteške koje je pokretala snaga električne struje su počele da zamenjuju vrteške koje je pokretala snaga parnih mašina. Godine 1907, proizvedena je prva vrteška sa mehanizmom koji je omogućio udobnije oponašanje konjskog galopa. U Meksiku, vrteške je prvi počeo da proizvodi Musio Huarez (šp. Mucio Juarez), i to u meksičkoj državi Puebla. Nov način proizvodnje figura za vrteške je otkriven 1920-ih godina i uz pomoć njega je, na osnovu oblika jedne figure, odjednom bilo moguće proizvesti šest identičnih figura za vrteške. Prve aluminijumske figure za vrteške su proizvedne 1930-ih godina, što je označilo prestanak proizvodnje figura za vrteške od drveta.
Njihovim daljim razvojem, nastale su vrteške različitih oblika i veličina, a njihova popularnost se proširila celim svetom.